# Ägyptisches Museum Berlin

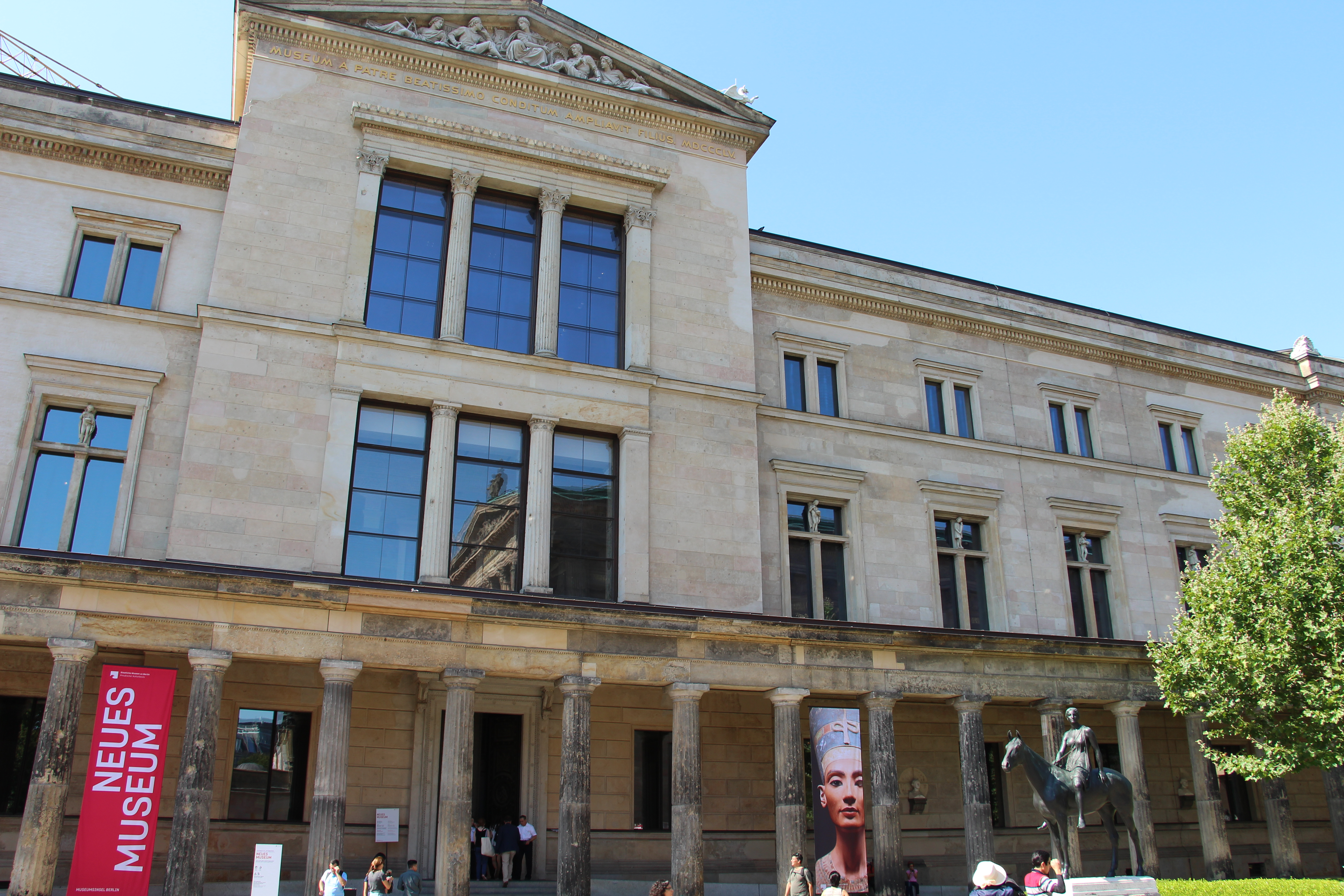
Neues Museum, seit 2009 Sitz des Ägyptischen Museums Berlin

Das Ägyptische Museum Berlin, eigentlich Ägyptisches Museum und Papyrussammlung der Staatlichen Museen zu Berlin, befindet sich seit dessen Wiedereröffnung im Oktober 2009 wieder im Neuen Museum. Es beherbergt eine der weltweit bedeutendsten Sammlungen der ägyptischen Hochkultur, die Statuen, Reliefs und Kleinkunstobjekte aus sämtlichen Epochen der altägyptischen Geschichte umfasst. Als bekanntestes Ausstellungsstück und Publikumsmagnet gilt die 1920 von James Simon übereignete Büste der Nofretete.

## Geschichte

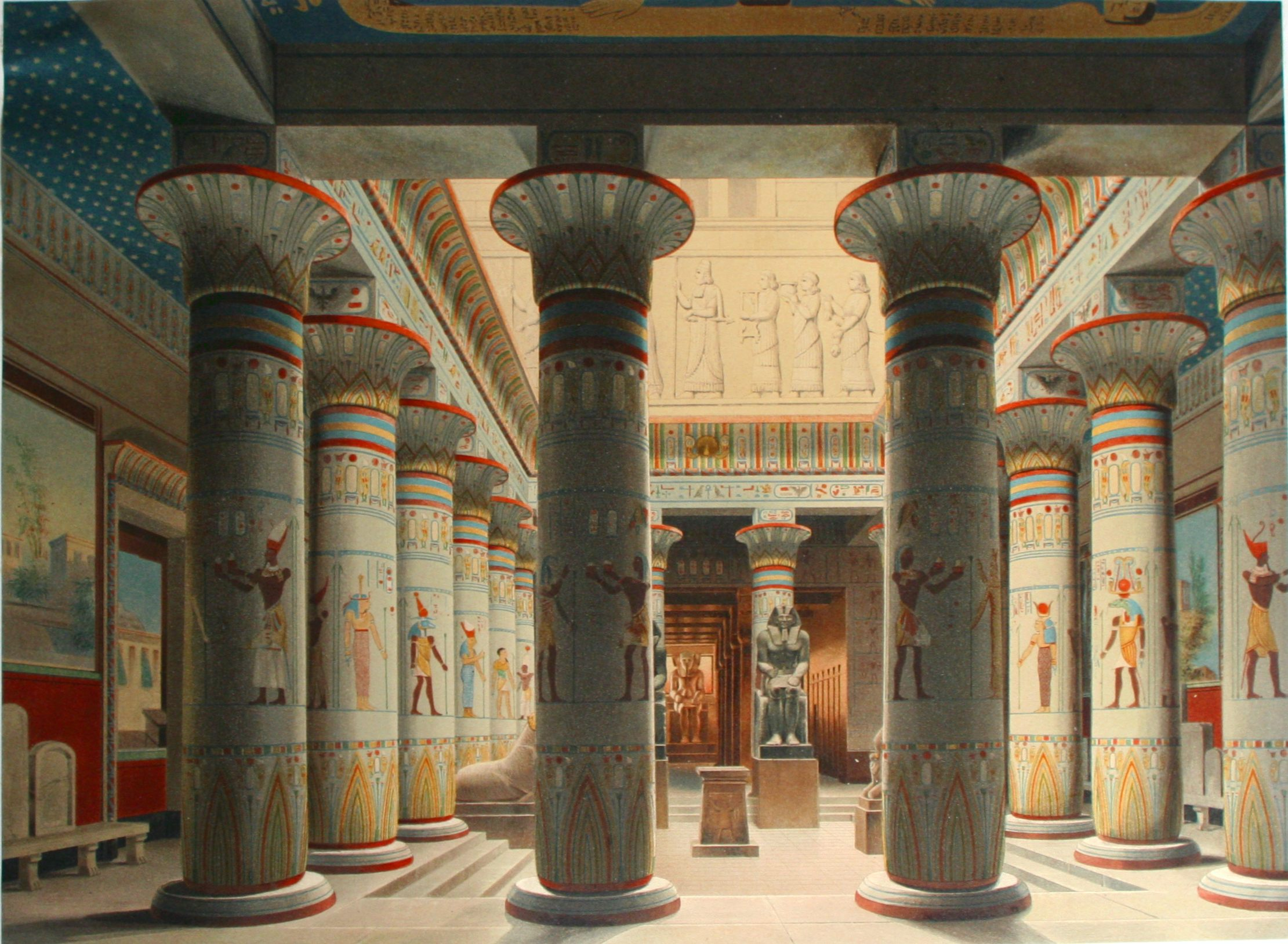
Ägyptischer Hof des Neuen Museums Berlin (Lithographie, 1862)

Das Museum ging aus der 1828 auf Empfehlung Alexander von Humboldts gegründeten ägyptischen Abteilung der Kunstsammlungen König Friedrich Wilhelm III. hervor. Erster Leiter dieser Abteilung, die zunächst im Schloss Monbijou untergebracht war, wurde Giuseppe Passalacqua, ein Kaufmann aus Triest, dessen archäologische Sammlung den Grundstock der Abteilung bildete. Eine Expedition unter Karl Richard Lepsius von 1842 bis 1845 brachte viele weitere Sammelstücke nach Berlin.
1850 erhielt das Museum eigene Räume in einem neuen Gebäude auf der Museumsinsel, das nach seinem Wiederaufbau 2009 wiedereröffnete Neue Museum des Architekten Friedrich August Stüler. James Simon schenkte dem Museum 1920 neben anderen Stücken die Büste der ägyptischen Königin Nofretete, das bekannteste Exponat der Sammlung. Simon hatte die Grabungen Ludwig Borchardts im ägyptischen Tell el-Amarna finanziert und die Fundstücke nach Deutschland gebracht.

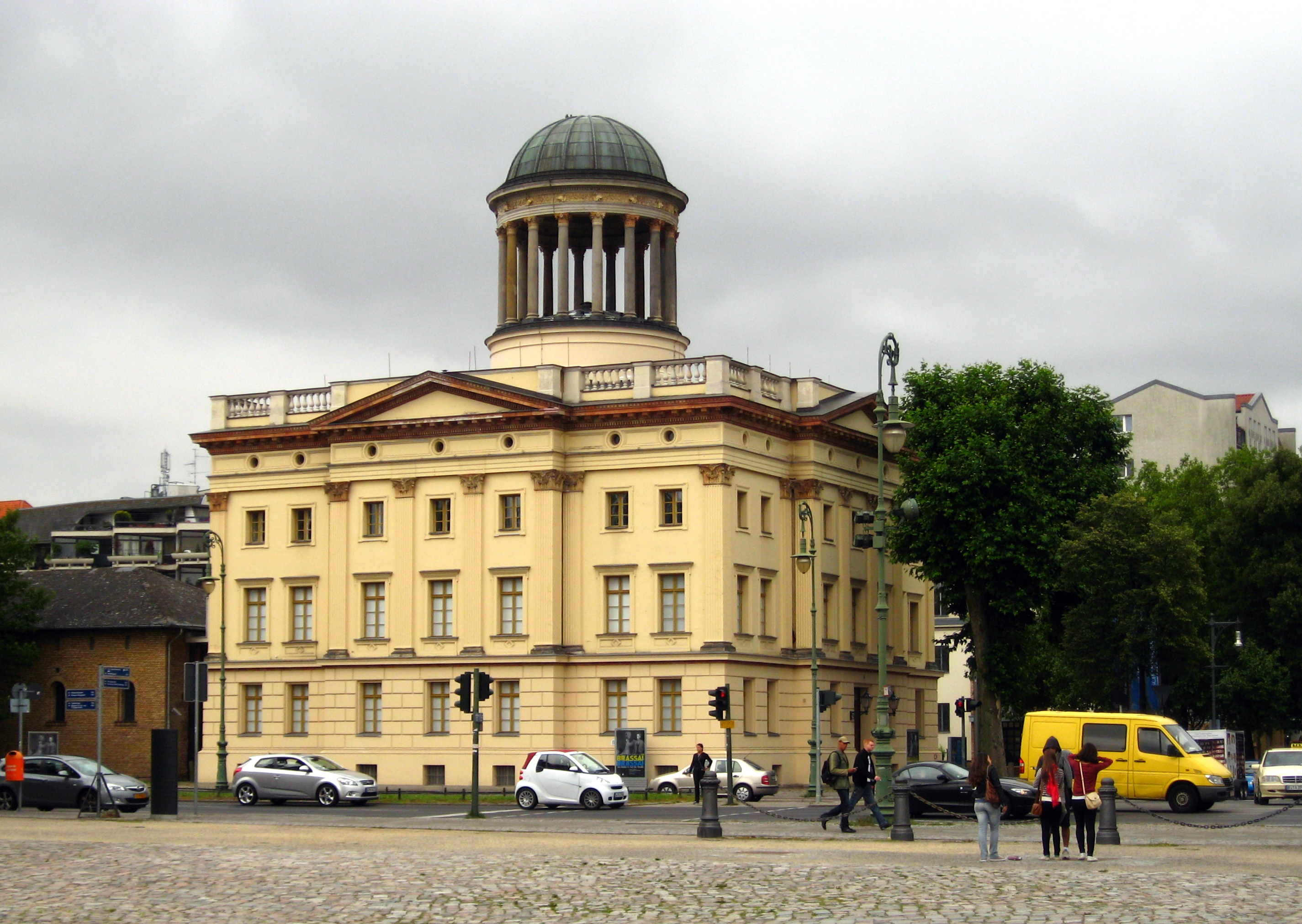
Östlicher Stülerbau, von 1967 bis 2005 Sitz des Ägyptischen Museums und der Papyrussammlung

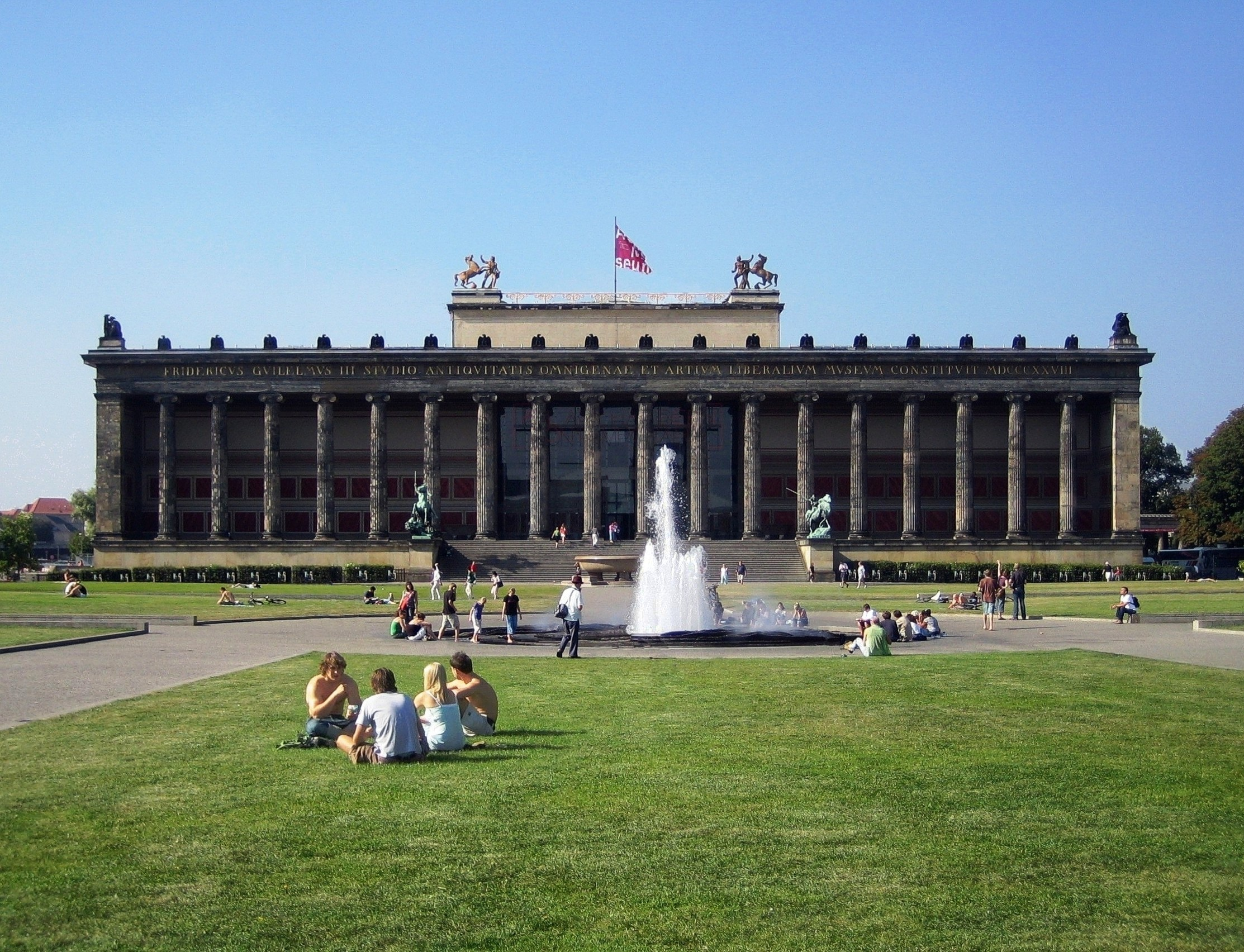
Altes Museum, von 2005 bis 2009 interimsweise Sitz des Ägyptischen Museums

Durch den Zweiten Weltkrieg wurde die Sammlung auseinandergerissen. Das Neue Museum erlitt 1943 starke Schäden und zahlreiche Ausstellungsstücke verbrannten. Teile der Sammlung wurden an verschiedene Orte ausgelagert. Die Büste der Nofretete überstand den Krieg in einem Stollen in Thüringen und wurde später in das Museum Wiesbaden gebracht.
Der Hauptteil der Sammlung befand sich in Ost-Berlin und wurde ab 1958 im Bodemuseum wieder ausgestellt. In West-Berlin wurde der Rest der Sammlung, der aus Westdeutschland zurückkehrte, seit 1967 im östlichen Stülerbau gegenüber dem Schloss Charlottenburg ausgestellt. Im Innenhof des Museums in Charlottenburg stand ein Buddy Bär (Die Mumie, gestaltet von Ralf Nepolsky), der nach dem Umzug des Museums nach Berlin-Mitte als verschollen gilt.
Nach der Wiedervereinigung wurden beide Sammlungen wieder zusammengeführt. Die Sammlung im Bodemuseum wurde in den 1990er Jahren wegen Sanierungsarbeiten geschlossen. Im August 2005 zog die ägyptische Sammlung aus Charlottenburg auf die Museumsinsel zurück, zunächst ins Alte Museum, wo bis 2009 ein repräsentativer Querschnitt der Sammlung unter Ausnahme der Großobjekte zu sehen war. Der Hauptteil der für die ständige Ausstellung vorgesehenen Exponate ist seit Oktober 2009 wieder an seinem ursprünglichen Platz im aufgebauten Neuen Museum zu finden. Allerdings kann auch dort ein Großteil der monumentalen Plastik und Architektur aus Platzmangel nicht gezeigt werden, darunter das Kalabscha-Tor und der Tempelhof aus dem Totentempel Sahures. Diese sollen nach dem Masterplan Museumsinsel erst sehr viel später im noch zu bauenden und umstrittenen vierten Flügel des Pergamonmuseums gezeigt werden.
Die Arbeit der Fachleute am Museum wird durch den Verein zur Förderung des Ägyptischen Museums e. V. aktiv unterstützt.

## Direktoren des Museums
- 1828–1865: Giuseppe Passalacqua (ab 1855 als Ko-Direktor)
- 1855–1884: Karl Richard Lepsius (bis 1865 als Ko-Direktor)
- 1885–1914: Adolf Erman
- 1914–1935: Heinrich Schäfer
- 1935–1939: Rudolf Anthes (kommissarisch)
- 1940–1945: Günther Roeder
- 1945–1950: Rudolf Anthes

Ost-Berlin
- 1952–1958: Siegfried Morenz
- 1960–1987: Wolfgang Müller
- 1988–1990: Karl-Heinz Priese

West-Berlin
- 1958–1962: Adolf Greifenhagen (kommissarisch)
- 1962–1967: Werner Kaiser
- 1968–1988: Jürgen Settgast
- 1989–1990: Dietrich Wildung[3]

seit der Wiedervereinigung
- 1990–2000: Karl-Heinz Priese und Dietrich Wildung (Doppelspitze)
- 2000–2009: Dietrich Wildung
- seit 2009: Friederike Seyfried

## Sammlung
Die Sammlung gibt einen umfangreichen Einblick in Kunst und Kultur Altägyptens über einen Zeitraum von vier Jahrtausenden. Sie beleuchtet auf drei Museumsebenen die Alltagswelt im Niltal, die Verehrung von Königen und Göttern, den Jenseitsglauben und zeigt zum Teil bedeutende altägyptische Schriften auf Papyrus. Zu den bekanntesten Stücken zählen die Büste der Nofretete, der „Berliner Grüne Kopf“ und der Papyrus Westcar.

## Multaka: Treffpunkt Museum
Seit 2015 finden unter dem Titel „Multaka – Treffpunkt Museum“ Führungen zur Vermittlung von kunstgeschichtlichen Zusammenhängen für Arabisch und Persisch sprechende Besucher in Berliner Museen statt. „Multaka“ (arabisch: Treffpunkt) steht dabei als Bezeichnung für den pädagogisch vermittelten Austausch verschiedener kultureller und historischer Erfahrungen von Geflüchteten und anderen Besuchern aus Ländern des Vorderen Orients mit den Ausstellungen in Berliner Museen. Dabei vermittelt der interkulturelle Dialog mit den Besuchern deren jeweilige Sichtweisen auf die historischen Zusammenhänge der Kulturobjekte und darüber hinaus auf das eigene Verständnis vom kulturellen Erbe ihres Heimatlandes. Seit Ende 2023 ist auch das Ägyptische Museum an diesen interkulturellen Führungen beteiligt.

## Exponate (Auswahl)

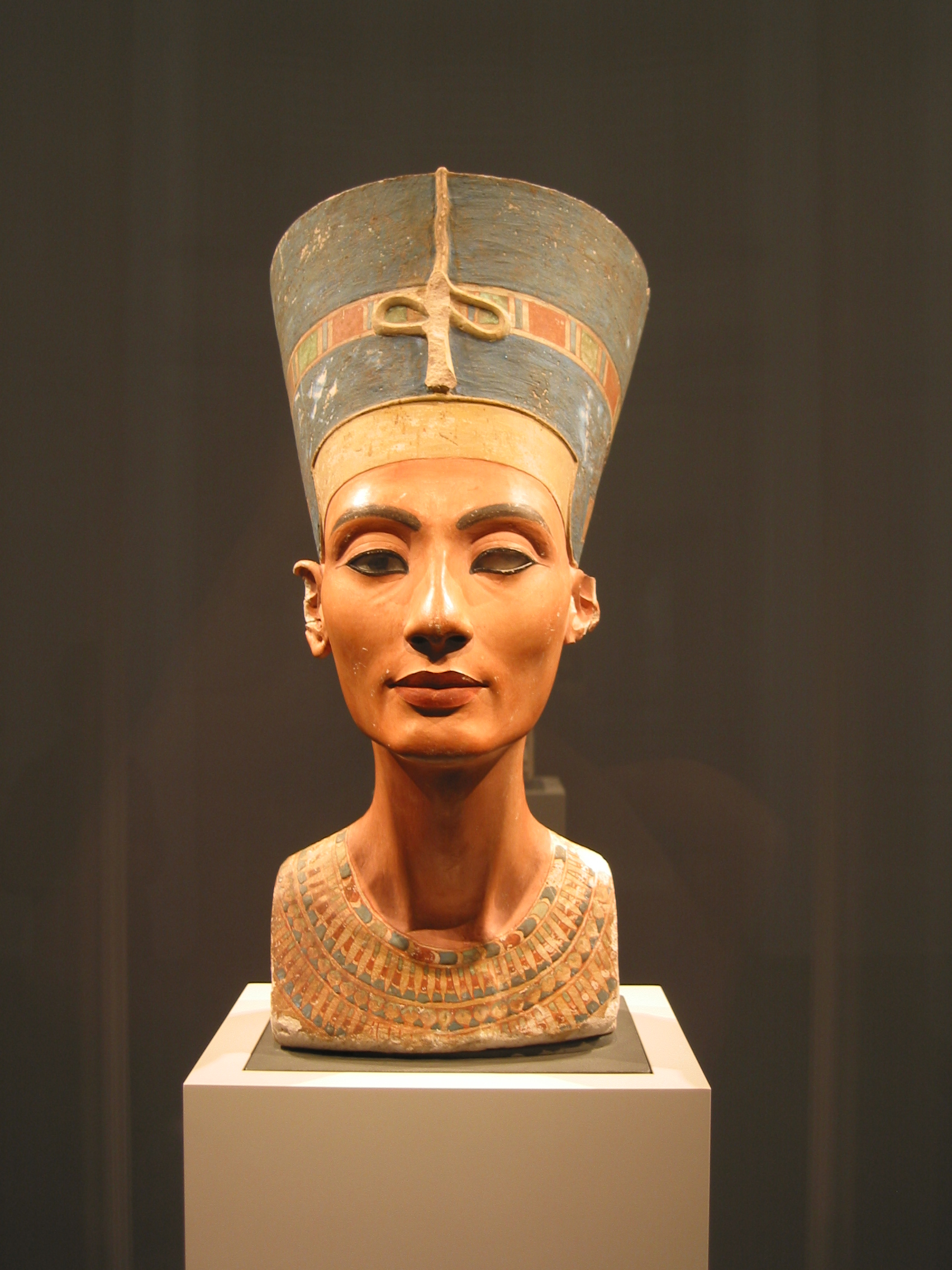
Büste der Nofretete, um 1338 v. Chr. (Berlin 21300)
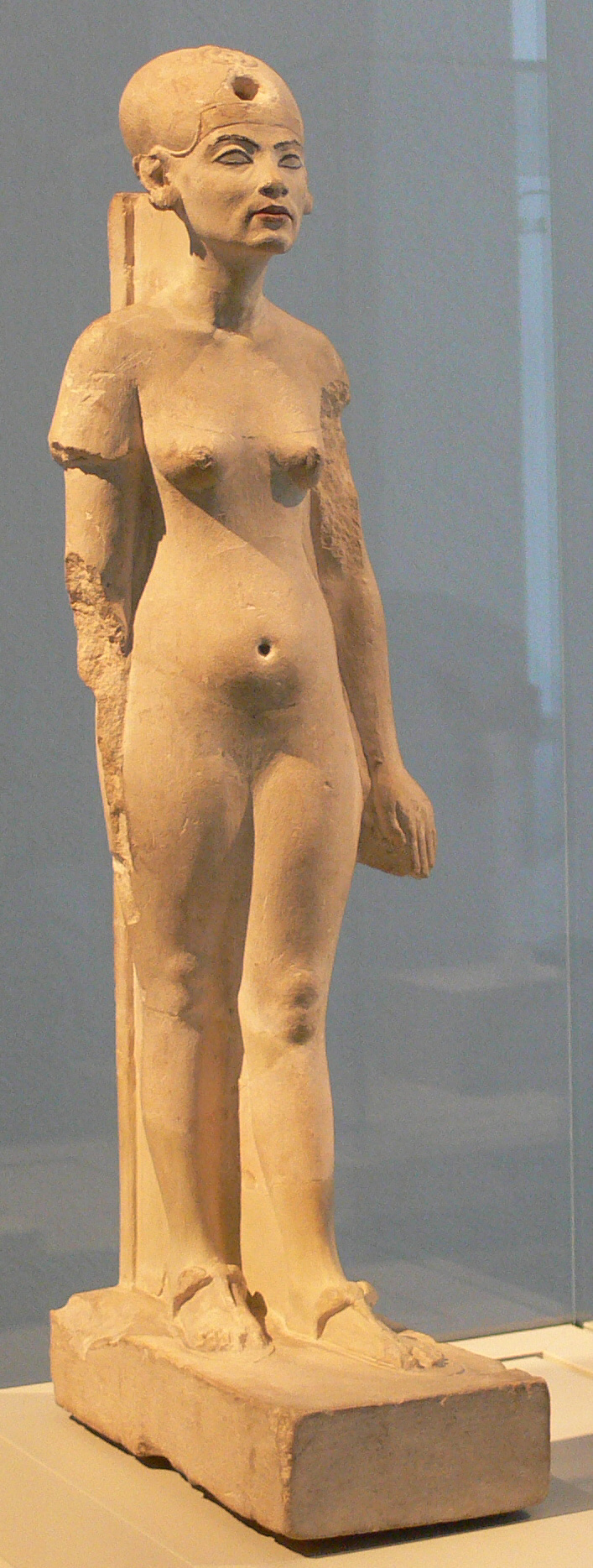
Standfigur der Nofretete (Berlin 21263)
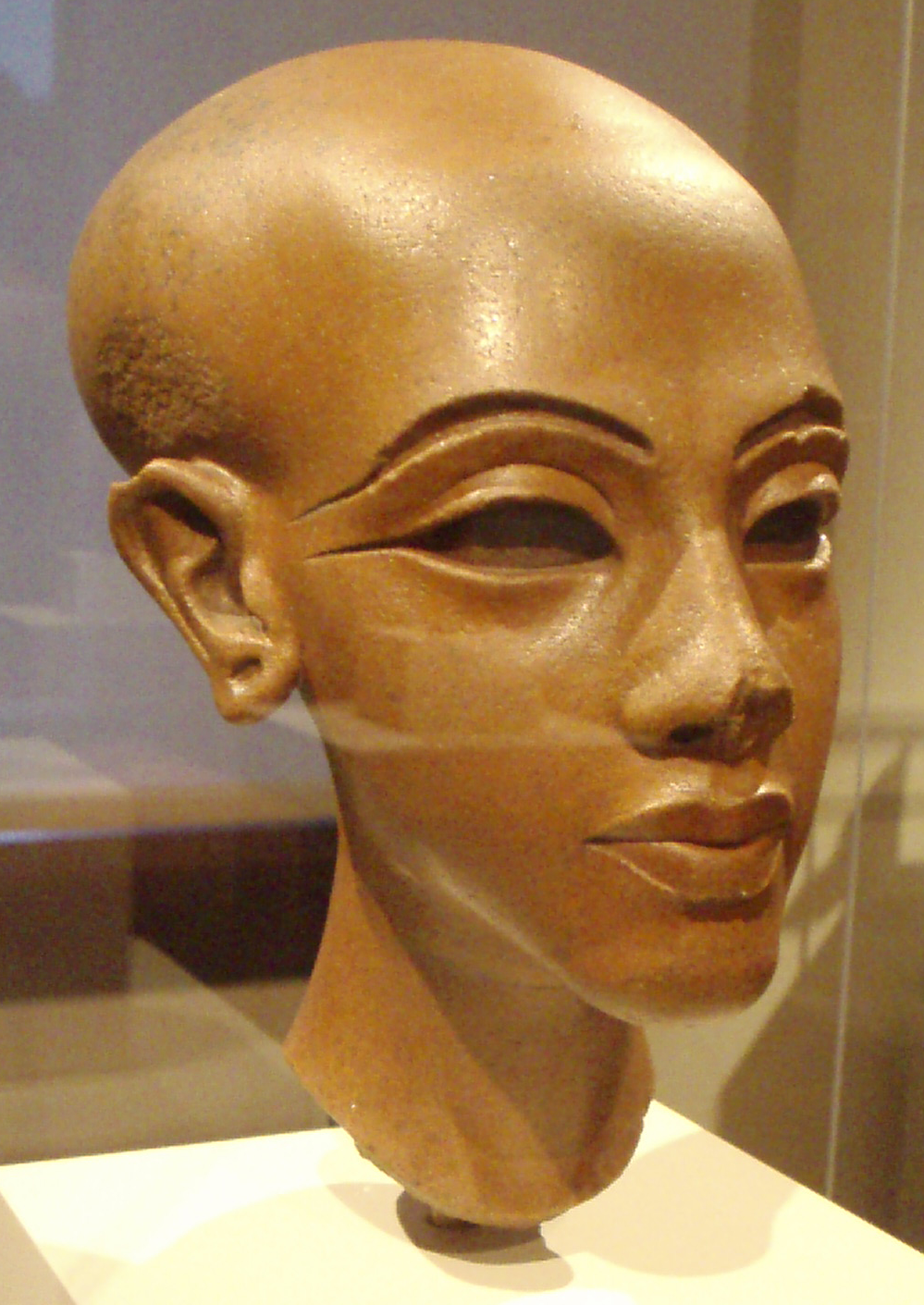
Kopf einer Prinzessin der Amarnazeit (Berlin 21223)
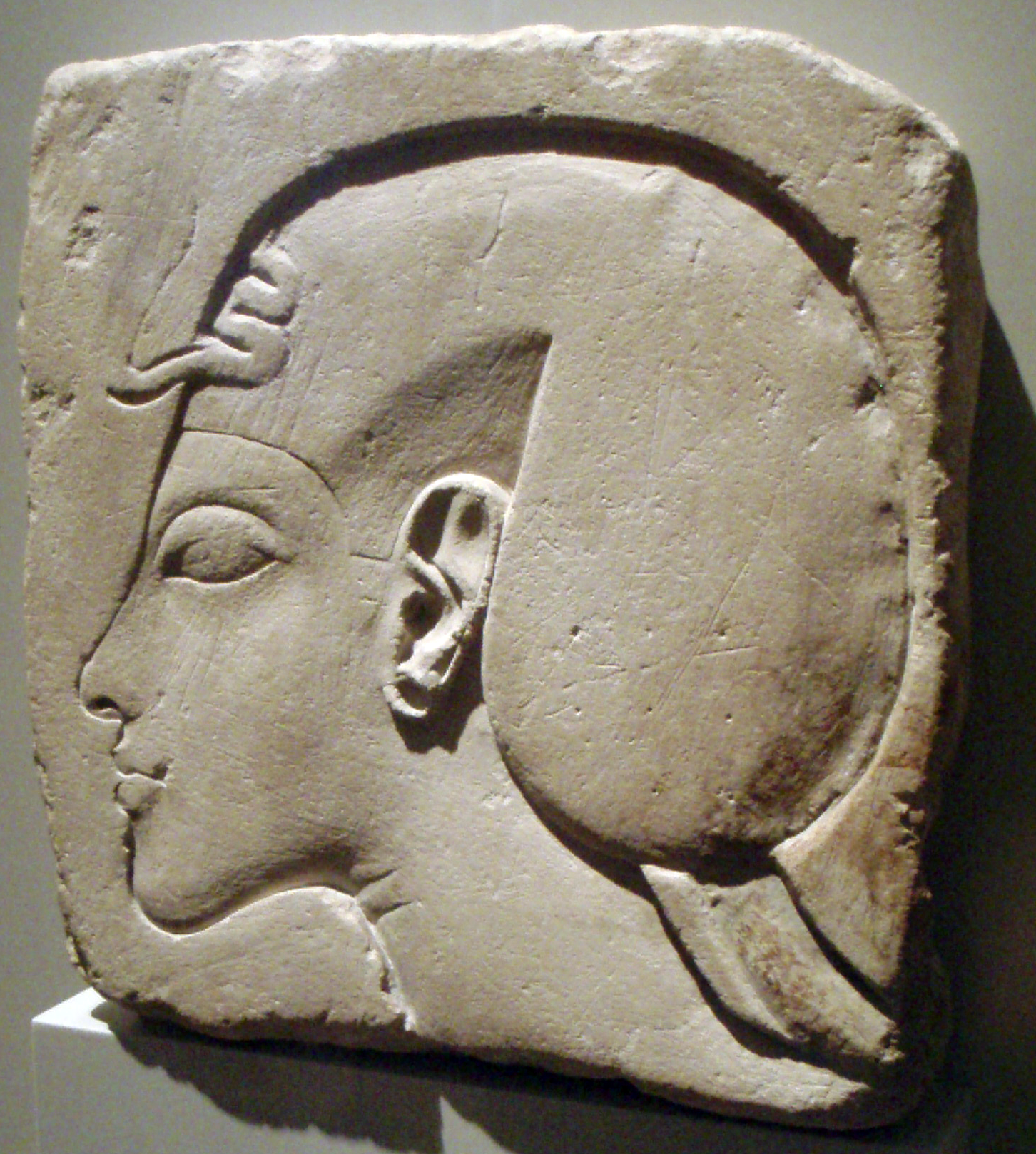
Reliefskizze mit Kopf des Echnaton (Berlin 21863)
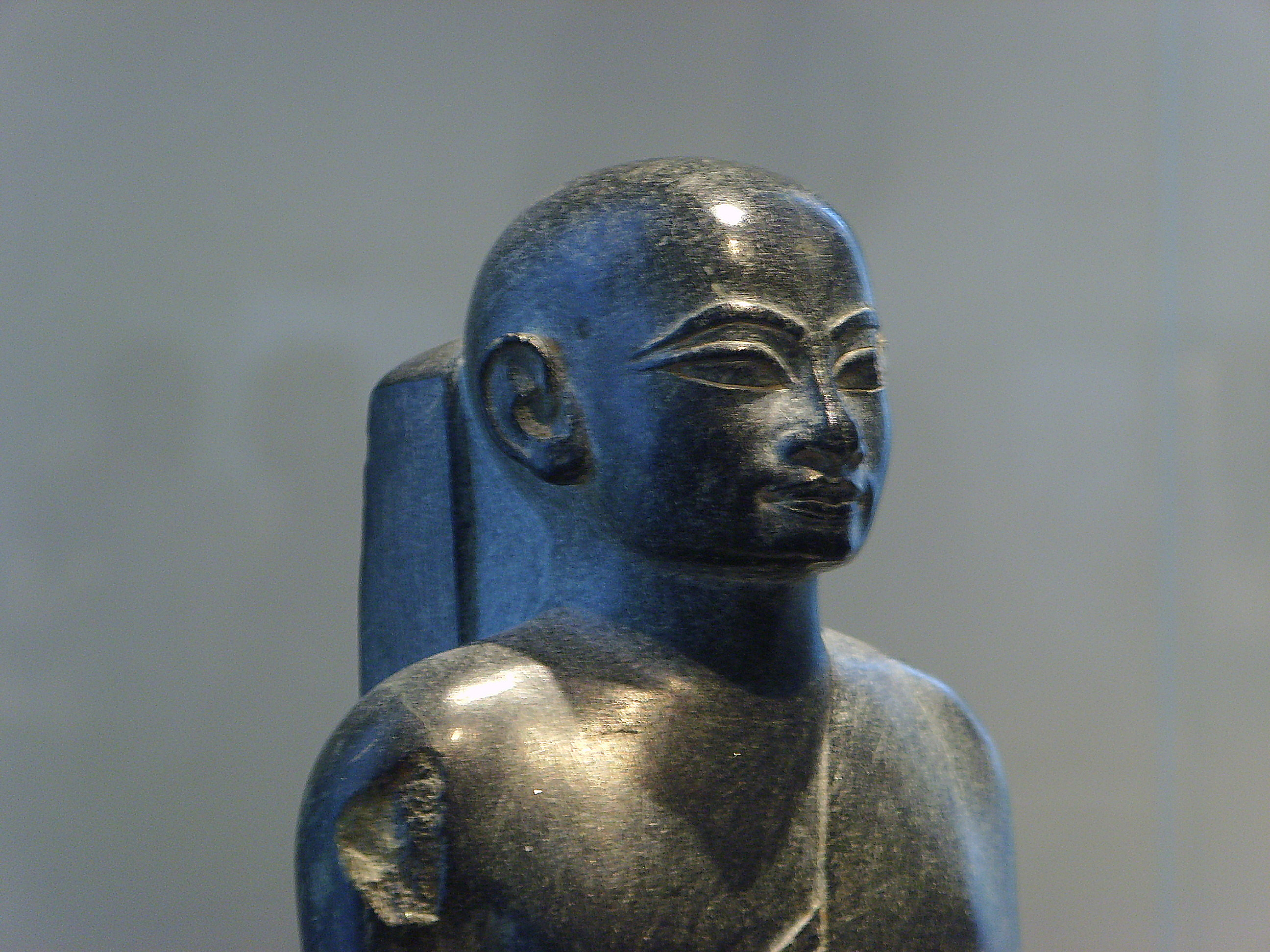
Der Priester Tai-tai. Neues Reich, 18. Dynastie, um 1380 v. Chr.
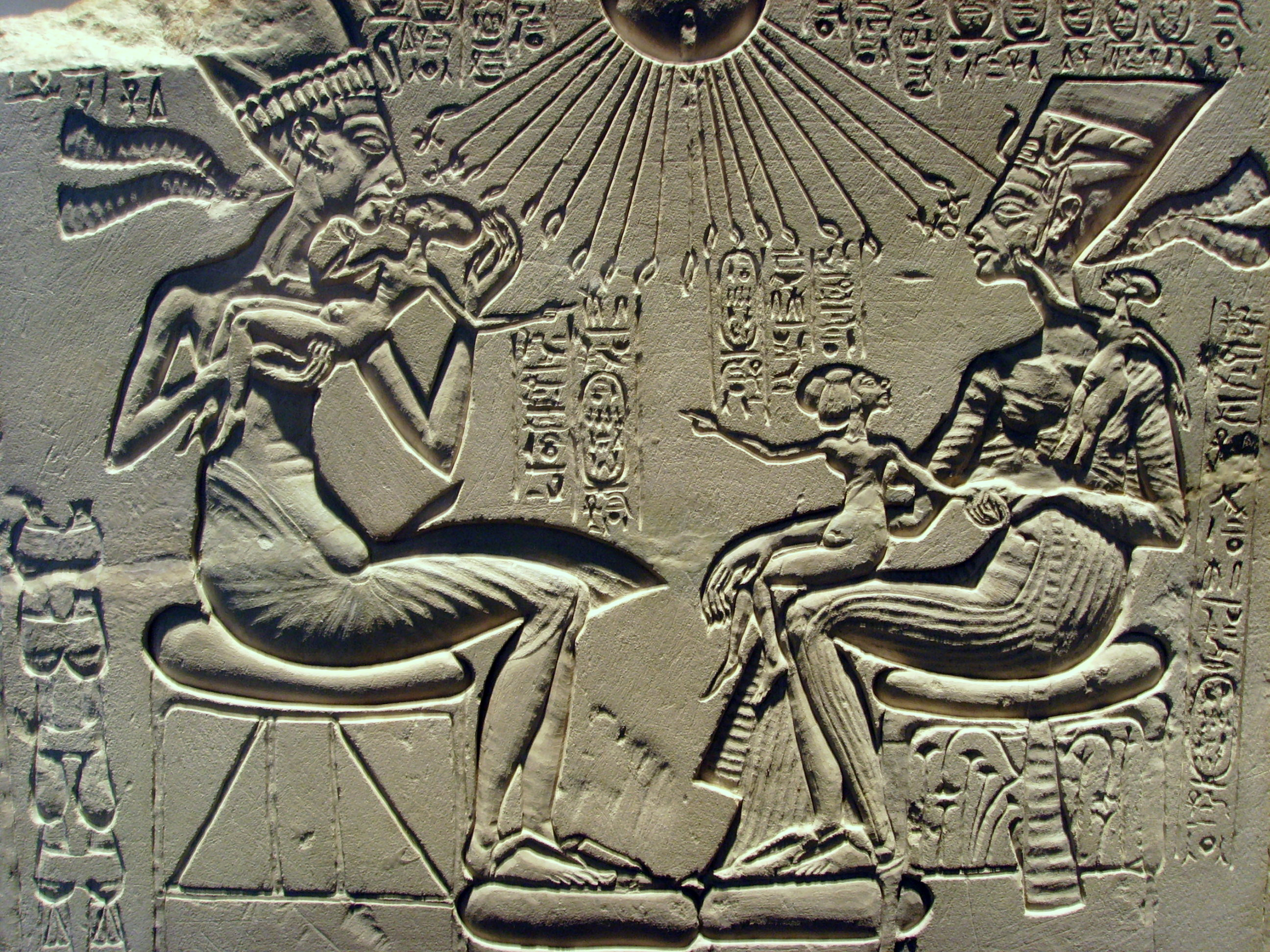
Altarbild mit königlicher Familie: Echnaton und Nofretete mit ihren Kindern. Amarna-Zeit, um 1350 v. Chr. (Berlin 14145)
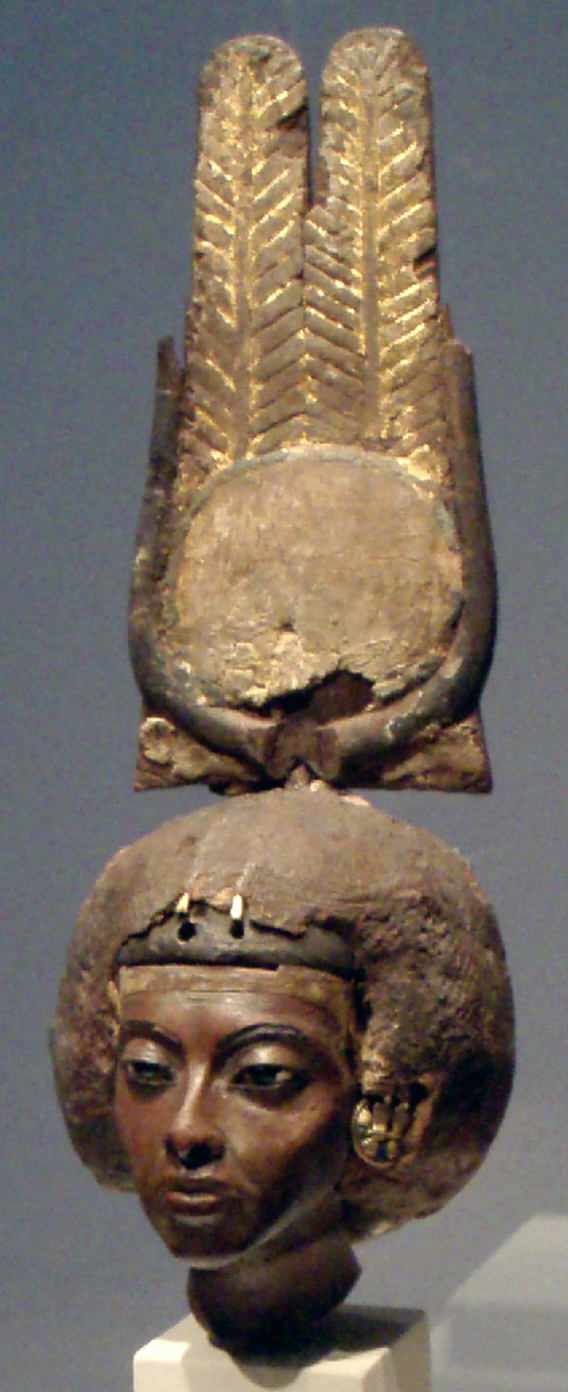
Königin Teje, Amarna-Zeit, um 1355 v. Chr. (Berlin 21834)
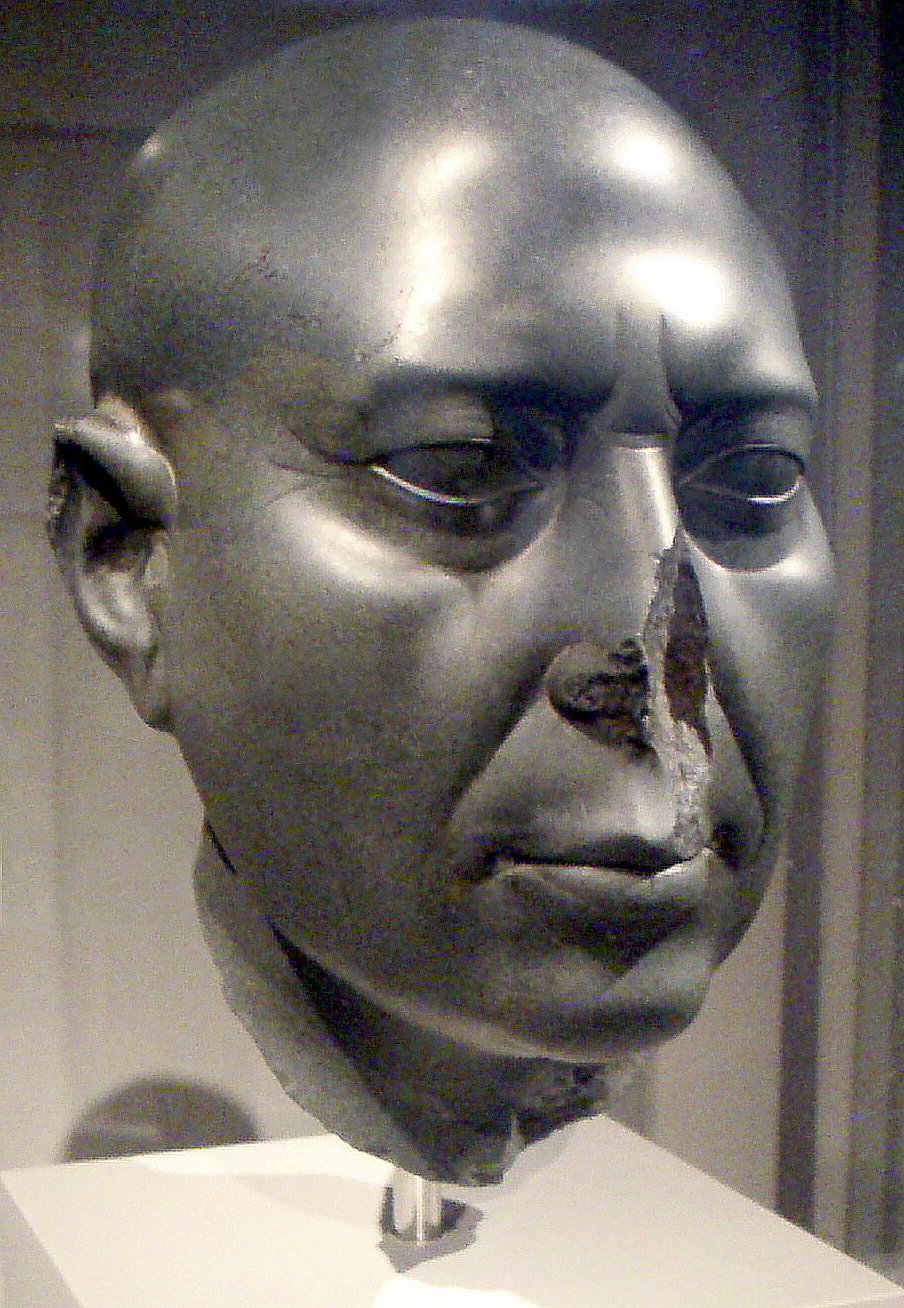
„Berliner Grüner Kopf“, um 500 v. Chr., Spätzeit (Berlin 12500)